# Wendelstein (berg)
De Wendelstein is een 1838 meter hoge berg van de Beierse Alpen in Duitsland.
De berg behoort tot het Mangfallgebergte, het oostelijke deel van de Beierse Voor-Alpen. De berg is de hoogste top van het Wendelsteinmassief. Wegens de opvallende ligging biedt de bergtop een zeer goed overzicht van het Beierse Alpenvoorland en is omgekeerd in de verre omtrek te herkennen.
De Wensdelstein ligt tussen de dalen van de Leitzach en de Inn en is met de Wendelstein-stoeltjeslift en de Wendelstein-tandradbaan bereikbaar. Aan de noordelijke uitloop ontspringt de Jenbach, die door Mangfall en Kalten stroomt.